# Renascer de Cabo Frio
O Grêmio Recreativo Escola de Samba Renascer de Cabo Frio é uma escola de samba de Cabo Frio.

## História
Fundada em 1997 com o nome de Point do 44, terminou na primeira apresentação com o novo nome na 3º colocação com 197,5 pontos, ficando quase perto de subir para o Grupo Especial, ascensão que conseguiria posteriormente.
Em 2008, terminou em 8º e último lugar do grupo Especial com 177, 8 pontos, sendo rebaixada.
A partir do rebaixamento, em 2009 a diretoria da escola decidiu mudar o nome para a atual denominação, GRES Renascer de Cabo Frio. Com o novo nome, sagrou-se vice-campeã do grupo de acesso A em 2009, ao obter 197,5 pontos.
Foi terceira colocada em 2010, mantendo-se no mesmo grupo, onde desfilou em 2011, no sábado, dia 5 de março (quarta entre cinco escolas).

## Segmentos

### Presidentes
| Nome                      | Mandato        | Ref.  |
| ------------------------- | -------------- | ----- |
| Bárbara da Conceição Rita | ? - atualidade | [ 6 ] |

## Carnavais
| Ano  | Colocação | Grupo    | Enredo                                                                                    | Carnavalesco              | Intérprete | Ref   |
| ---- | --------- | -------- | ----------------------------------------------------------------------------------------- | ------------------------- | ---------- | ----- |
| 2008 |           |          |                                                                                           | Bárbara da Conceição Rita |            | [ 6 ] |
| 2009 | Campeã    | Acesso   |                                                                                           |                           |            | [ 4 ] |
| 2010 | 3º lugar  | Especial |                                                                                           |                           |            | [ 5 ] |
| 2011 | 2º Lugar  | Acesso   | Ele é Seu Zé, negro do pé derramado, quem quiser brigar com ele ou tá doido ou ta danado! |                           |            | [ 5 ] |
| 2012 |           | Acesso   |                                                                                           |                           |            |       |